# Melbourne Symphony Orchestra

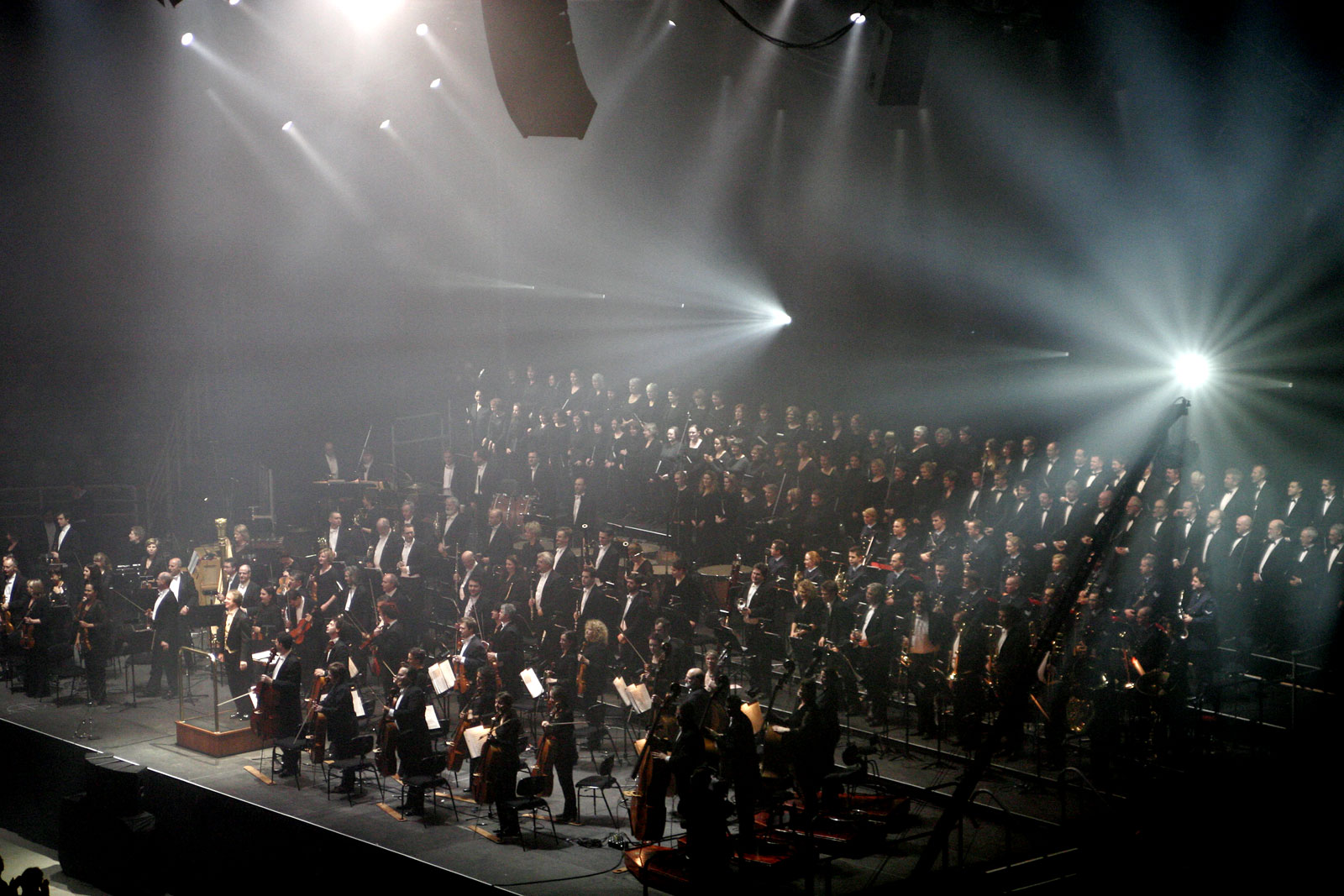
Melbourne Symphony Orchestra spelend tijdens Classical Spectacular 2005

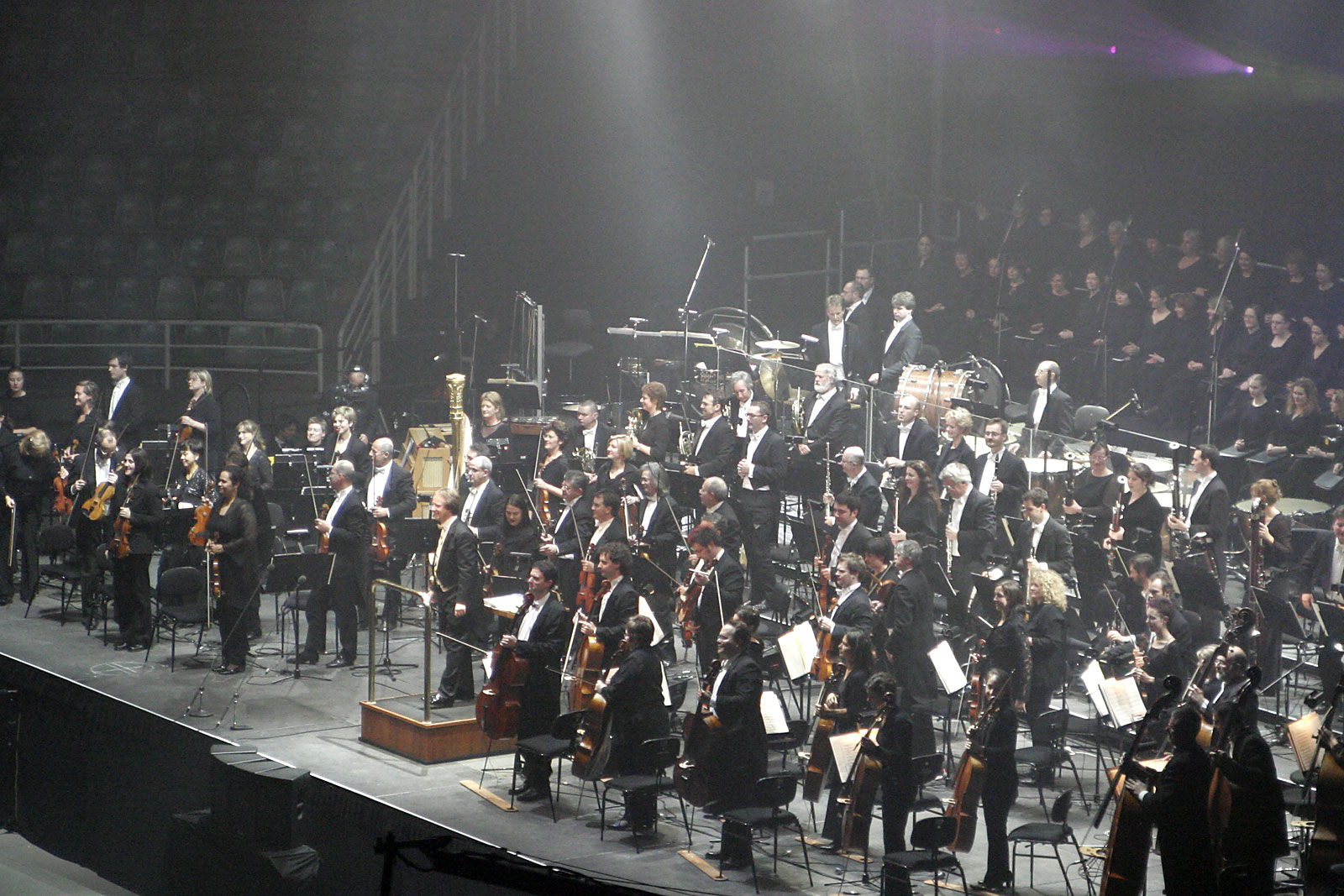
Melbourne Symphony Orchestra spelend tijdens Classical Spectacular 2005

Het Melbourne Symphony Orchestra (MSO) is een Australisch symfonieorkest met als thuisbasis Melbourne, Australië.
Melbourne heeft de langste aaneengesloten geschiedenis van symfonische muziek van alle steden in Australië en het MSO is het oudste professionele orkest in Australië.
Het eerste concert vond plaats op 11 december 1906 onder leiding van Alberto Zelman, oprichter van het MSO. Zelman werd later de eerste Australische dirigent die het London Symphony Orchestra en de Berliner Philharmoniker zou leiden. In 1934 werd het MSO een van de radio-orkesten van de Australian Broadcasting Corporation. Tussen 1949 en 1965 droeg het orkest de naam Victorian Symphony Orchestra.
Het orkest is afhankelijk van subsidies van de regering van de staat Victoria, via de organisaties Arts Victoria, het departement en kabinet van de premier en van de federale regering via het Australische kunstraad, naast steun van particuliere bedrijven en sponsors. In 2005 had het orkest 100 vaste musici en was de chef-dirigent en artistiek leider Oleg Caetani, die de post op zich nam in januari 2005. Zijn contract werd verlengd topt eind 2010.
De langstdienende chef-dirigent was Hiroyuki Iwaki (1974-97), die de titel dirigent-laureaat kreeg in 1989. In 1923 werd Bertha Jorgensen de eerste vrouwelijke dirigent van een Australisch orkest. Ze stond 50 jaar voor het orkest en werd zo het de langstdienende vrouwelijke orkestleider ter wereld. De concertmeesters van het Melbourne Symphony Orchestra zijn momenteel Wilma Smith (afkomstig uit Fiji), naast Markus Tomasi.
Het MSO speelt voor meer dan 250.000 mensen in Melbourne en de staat Victoria in meer dan 150 concerten per jaar. Het orkest speelde met belangrijke musici als Igor Stravinski, Mariss Jansons, Isaac Stern, Yehudi Menuhin, Jessye Norman, Arthur Rubinstein, Mstislav Rostropovitsj, Håkan Hagegård, Geoffrey Lancaster, Emanuel Ax, Jeffrey Tate, Lang Lang, Sumi Jo, John Williams en Nigel Kennedy.
Het MSO was het eerste Australische orkest dat op tournee ging naar het buitenland, en het eerste dat speelde in de Carnegie Hall in New York. De buitenlandse tournees - de Verenigde Staten, Canada, Japan, Korea, Europa (2000, 2007), China (2002), St Petersburg, Rusland (2003) en Japan (2005) - gaven het orkest internationale erkenning. In januari 2007 maakte het orkest zijn tweede Europese tournee en speelde het in vijf steden in Spanje (Castellon, Barcelona, Zaragoza, Pamplona, Madrid), Parijs, Berlijn en Milaan.
In januari 2000 vertegenwoordigde het 104-koppige orkest onder leiding van de toenmalige chef-dirigent en artistiek leider Markus Stenz Australazië op het Festival van de vijf continenten op de Canarische Eilanden naast andere orkesten als de Berliner Philharmoniker en de New York Philharmonic.
Het MSO maakte verschillende malen de oversteek naar hedendaagse popmuziek en rockmuziek. In 1986 speelde het orkest met Elton John, uitmondend in het album Live in Australia with the Melbourne Symphony Orchestra. In 1989 speelde het MSO met John Farnham leidend tot de dvd Classic Jack Live. In 2004 speelden ze met rockmuzikant Meat Loaf. Hun dvd Meat Loaf - Live with the Melbourne Symphony Orchestra bereikte de nummer 1-positie in de hitlijsten van het Verenigd Koninkrijk. Andere noemenswaardige cross-overuitvoeringen waren met de band Kiss op 28 februari 2003 in de zogenaamde Kiss Symphony. Het MSO speelde ook met Harry Connick, Jr. (2004), Ben Folds (2006) en Burt Bacharach (2008).
Andere recente opnames door het MSO omvatten onder andere Alexandre Tansmans symfonieën, deel 1 en 2, voor het label Chandos en liveopnamen uitgebracht op het eigen label MSO LIVE.

## Chef-dirigenten
De chef-dirigenten van het orkest waren:
- Alberto Zelman (1906-1927)
- Fritz Hart (1927-1932)
- Fritz Hart en Bernard Heinze tezamen (1932-1937)
- Bernard Heinze (1937-1950; het orkest wijzigde zijn naam in Victorian Symphony Orchestra in 1949)
- Alceo Galliera (1950-1951)
- Juan José Castro (1952-1953)
- Walter Susskind (1953-1955)
- Kurt Wöss (1956-1959)
- Georges Tzipine (1960-1965; het orkest kreeg zijn oorspronkelijke naam Melbourne Symphony Orchestra terug in 1965)
- Willem van Otterloo (1967-1970)
- Fritz Rieger (1971-1972)
- Hiroyuki Iwaki (1974-1997), dirigent-laureaat tot 2006
- Markus Stenz (1998-2004)
- Oleg Caetani (2005-2010)